# Node B

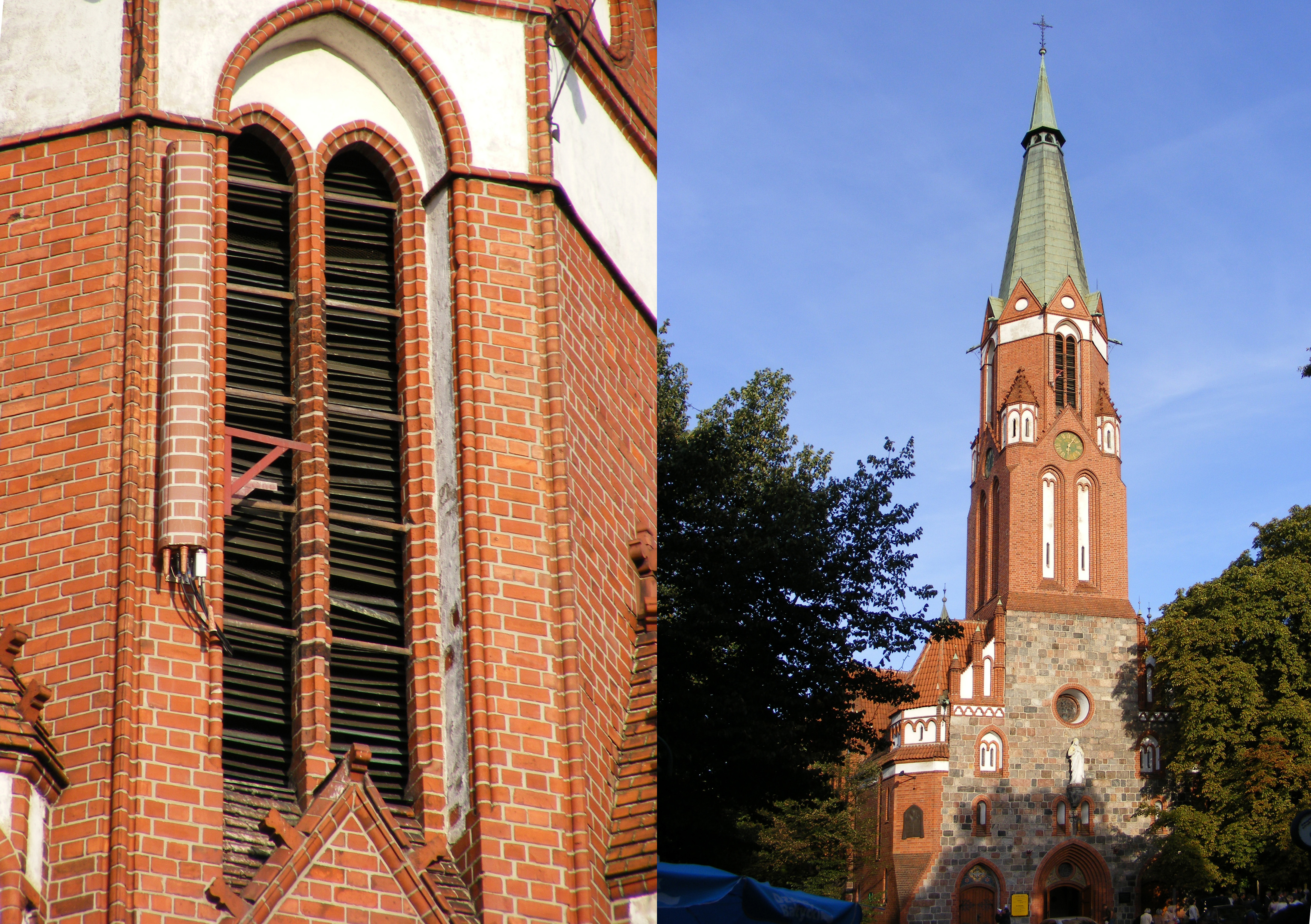
Antennes-relais BTS & Node B installées sur un clocher à Sopot, en Pologne

Le Node B est une station de base (ou antenne-relais) dans un réseau mobile UMTS, basé sur la technologie W-CDMA. C'est l'équivalent de la BTS dans les réseaux GSM.
Il gère des cellules radio utilisant différentes bandes de fréquences (900 MHz, appelée U900 et 2,1 GHz en Europe) sur différents secteurs (un secteur équivaut à une antenne physique).
Un site peut avoir jusqu'à 3 secteurs (chacun couvrant un angle de 120°) et peut cumuler les bandes de fréquences (jusqu'à 3 ou 4, on parle ainsi de "quadri-bande").
Les antennes physiques en haut d'un pylône, lorsqu'il y a présence d'un pylône (ce qui n'est pas le cas sur un site en haut d'un château d'eau par exemple), peuvent être alimentées par des MHA (Mast Head Amplifier) permettant l'amplification des signaux reçus pour contrer leur atténuation et limiter les interférences dans les câbles allant vers la baie Node B (en bas du site).

Les baies contiennent les cartes électroniques ainsi que les modules radio. Leurs appellations varient en fonction du constructeur fournissant le matériel du réseau mobile.

Réseau 3G UMTS incluant des Node B et des HNB (femtocells).

Les Node B 3G sont gérés et connectés via un réseau de backhaul (liaisons de types Fibre optique, Cuivre ou Faisceau hertzien) à des RNC (Radio Network Controller) qui sont eux-mêmes reliés au cœur de réseau « NSS » ; l'ensemble Nodes B + RNC constitue la partie UTRAN (Radio Access Network) d'un réseau 3G UMTS.
La plupart des Nodes B sont maintenant (depuis 2012) capables de gérer la 3G, la 3G+ (HSPA) et la 3G++ (HSPA+) offrant ainsi des débits de données plus élevés.
Dans les environnements résidentiels ou en entreprise, une variante de faible puissance  (typiquement 20 mW) appelée « HNB » (Home Node B) permet de constituer des cellules radio de faibles tailles les « Femtocells » qui peuvent compléter les macro-cellules des Node B traditionnels.
La fonction équivalente dans les réseaux LTE et LTE Advanced s’appelle eNode B ( evolved Node B).  